# Slag bij de Ticinus
De Slag bij de Ticinus vond plaats tijdens de Tweede Punische Oorlog bij de rivier de Ticinus (de huidige Ticino) in Noord-Italië. De troepen van de Carthaagse veldheer Hannibal Barkas stonden bij de Ticinus tegenover de Romeinse legioenen onder leiding van consul Publius Cornelius Scipio I. Het was de eerste maar zeker niet de laatste keer in de Tweede Punische Oorlog dat Carthago en Rome elkaar op Italiaanse grond zouden treffen.

## Voorgeschiedenis
Na het Beleg van Saguntum vertrok Hannibal uit Spanje. De Romeinen wilden hem tegenhouden bij de Rhodanus (Rhône) en stuurden troepen onder aanvoering van Scipio naar Massilia (Marseille). Scipio en Hannibal liepen elkaar echter mis bij de Rhône en Scipio stuurde zijn troepen verder naar Spanje, onder leiding van zijn broer Gnaius Cornelius Scipio Calvus. Zelf keerde hij terug naar Italië om Hannibal op te vangen in Gallia Cisalpina.
Hannibal kwam in oktober 218 v.Chr. in Gallia Cisalpina aan en probeerde daar de steun van de lokale Gallische stammen te verwerven. Toen hij hoorde dat Scipio in de buurt was trok hij onmiddellijk op richting diens positie bij de Padanus (Po). Scipio op zijn beurt kwam hem tegemoet en beide sloegen hun kamp op bij de rivier de Ticinus.

## Verloop
De volgende dag stuurden beide veldheren verkenners uit om de positie van de tegenstander af te tasten. Hannibal stuurde waarschijnlijk het grootste deel van zijn, na de oversteek van de Alpen uitgedunde, cavalerie (ca. 6000 man, voornamelijk van het Numidische type) vooruit. Scipio stelde daar zijn cavalerie, vergezeld van lichte infanterie met werpsperen (Velites) tegenover. De zware cavalerie van beide legers raakte slaags met elkaar in het centrum van de linies. Hannibal had Numidische lichte cavalerie op zijn flanken opgesteld en liet deze de Romeinse Velites in de flank aanvallen. De linie van de Velites brak snel en de Romeinen, bang om omsingeld te worden trokken zich snel terug naar hun kamp.
Door een blessure moest Scipio zich de volgende dag op Placentia (Piacenza) terugtrekken. Hannibal achtervolgde het Romeinse leger en probeerde twee dagen later een confrontatie te forceren. Scipio ontweek hem echter en bleef in zijn kamp.

## Gevolgen
Hoewel de slag zelf eigenlijk alleen vermeldenswaardig is omdat het de eerste confrontatie op Italiaans grondgebied is - er vielen weinig slachtoffers en het aantal manschappen dat deelnam was niet hoog - had deze wel flinke gevolgen voor het verloop van de oorlog. De zwakte van de Romeinen in deze slag en net daarna betekende een grote steun voor Hannibal in zijn poging om troepen te werven onder de lokale stammen. Een gedeelte van Scipio's Gallische hulptroepen liep over naar Hannibal, en de lokale Boii-stam werd zijn bondgenoot. Al snel stond het grootste gedeelte van Gallia Cisalpina, al dan niet officieel, achter Hannibal. Met deze Gallische en Ligurische hulptroepen kon hij de verliezen geleden in de overtocht van de Alpen weer aanvullen, waardoor hij de Romeinen nog flinke slagen zou toebrengen.